# Vito Bernardis
Vito Bernardis (Bari, 23 marzo 1932) è un ex calciatore e allenatore di calcio italiano, di ruolo attaccante.

## Carriera
Iniziò la carriera nel Genoa, sodalizio con cui esordisce in Serie A il 15 maggio 1949 nella sconfitta esterna dei rossoblu per 4-0 contro il Torino, incontro avvenuto dopo la tragedia di Superga, ed in cui furono impiegati solo ragazzi provenienti dal settore giovanile di entrambe le squadre.
In rossoblu rimase sino al 1952, quando venne ingaggiato dal Livorno, militante in Serie C, ottenendo la promozione tra i cadetti al termine della stagione 1954-1955.
Nel 1956 passa al Prato, sodalizio con cui vince la Serie C 1956-1957, venendo promosso in cadetteria.
Torna al Livorno nel 1958, squadra con cui gioca altre due stagioni in terza serie.
Nel 1960 milita nella Pistoiese, in Serie C mentre l'anno successivo è alla Portocivitanovese, sempre in terza serie.
Bernardis chiuse la carriera al Finale Ligure nel 1963.
Ha allenato gli allievi junior della Sestrese.

## Palmarès

### Competizioni nazionali
- Serie C: 1

Prato: 1956-1957